# Sk8er Boi
Sk8ter Boi is een nummer van de Canadese zangeres Avril Lavigne uit 2002. Het is de tweede single van haar debuutalbum Let Go.
"Sk8ter Boi" behoort tot de grootste hits en de bekendste nummers van Lavigne, en wordt dan ook tijdens al haar concerten en tours wel gespeeld. Toch haalde het nummer in haar thuisland Canada slechts een bescheiden 29e positie. In Europa bereikte het nummer in veel landen de top 10. In de Nederlandse Top 40 werd een 6e positie gehaald, terwijl het in de Vlaamse Ultratop 50 een plekje lager kwam. Het muzikale genre is: Poppunk, skatepunk en powerpop. 
In 2023 was Sk8er Boi genoteerd op plaats 2384 in 'De Extra 500' van NPO Radio 2. Deze lijst was een eenmalige extra toevoeging aan de 25e editie van de NPO Radio 2 Top 2000. 